# 帕洛斯科
帕洛斯科（義大利語：Palosco），是意大利贝加莫省的一个市镇。总面积10平方公里，人口5758人，人口密度575.8人/平方公里（2009年）。国家统计（ISTAT）代码为016157。